# Raoul Verlet
Pour les articles homonymes, voir Verlet.
Raoul Verlet est un sculpteur français né à Angoulême (Charente) le 7 septembre 1857 et mort à Cannes (Alpes-Maritimes) le 1er décembre 1923.

## Biographie
Raoul Verlet est le fils d'Alexandre Verlet, entrepreneur en monuments funéraires et concierge du cimetière de Bardines à Angoulême. Il étudie d'abord la sculpture à Bordeaux de 1884 à 1886, puis il est admis à l'École des beaux-arts de Paris où il suit pendant quatre ans l'enseignement dispensé par Jules Cavelier et Louis-Ernest Barrias. L'attribution d'une médaille lui vaut une bourse de sa ville natale. Il obtient le second prix de Rome en 1883 pour sa réalisation de La Mort de Diagoras de Rhodes.
Ses premières œuvres sont appréciées du public. Il obtient une mention honorable aux Salon des artistes français de 1885 pour son Buste du docteur Bouillaud, et en 1886 pour le Tombeau de madame Weiller. En 1887, il obtient la médaille d'argent au Salon, pour la Douleur d'Orphée, acheté par la Ville de Paris. Le choix par un jury composé de personnalités éminentes (Alexandre Falguière, Antonin Mercié, Pierre Puvis de Chavannes, Jean-Léon Gérome, Emmanuel Frémiet, Jules Dalou) de son projet de Monument aux enfants de Charente morts en 1870 lui apporte la consécration : l'œuvre représente « La Patrie vaincue mais non abattue ». Par la suite, il sera de nouveau choisi à l'issue d'un concours pour le Monument aux morts de 1870 à Châteauroux, inauguré le 3 octobre 1897.
Sa réputation grandissant, il répond à de nombreuses commandes de statues et monuments à Paris, Rouen, Marseille, Cognac, Louviers. Deux de ses œuvres les plus connues sont le Monument à Carnot à Angoulême et le Monument à Maupassant pour le parc Monceau à Paris. Dans le même temps, il exécute un grand nombre de bustes de particuliers. 
Il vit alors à Louviers (vers 1895-1910) dont sa femme est originaire et est président de la Société des amis des arts de l'Eure, mais il a aussi une adresse parisienne au no 7 rue Galvani. Il devient professeur à l'Académie Julian, et rejoint entre autres William Bouguereau, Jules Lefebvre et Édouard Toudouze. Nommé chevalier de la Légion d'honneur en 1893, il est promu officier en 1900. 
Raoul Verlet devait continuer à s’illustrer dans tous les domaines de la sculpture : monuments aux morts, décors d’hôtels particuliers, bustes, statuettes… À partir de 1905, il enseigne à l’École nationale supérieure des beaux-arts et il est reçu membre de l’Institut en 1910.
Son fils, le poète Paul Verlet (1890-1922), blessé gravement lors de la Première Guerre mondiale, sera un des chantres des poilus.

## Œuvres
- La Mort de Diagoras de Rhodes, haut-relief (1883), musée d'Angoulême.
- Monument au docteur Bouillaud, statue en bronze (1885), Angoulême, envoyé à la fonte sous le régime de Vichy, dans le cadre de la mobilisation des métaux non ferreux.
- Tombeau de Madame Lazare Weiller (1885), cimetière de Bardines, Angoulême.
- Buste de Jean Ludovic Guillebot de Nerville (1886), musée d'Angoulême.
- La Douleur d'Orphée (1887), autrefois place Malesherbes (place du Général-Catroux) à Paris, envoyé à la fonte sous le régime de Vichy, dans le cadre de la mobilisation des métaux non ferreux. La sculpture en plâtre se trouve au musée des Beaux-Arts de la ville de Paris, au Petit Palais[3]. Une version en bronze se trouve au musée d'Angoulême.
- Monument aux enfants de Charente morts en 1870-1871 (1887), Angoulême.
- Statue de Sainte Catherine du monument à Jeanne d'Arc (1892), Bonsecours (Seine-Maritime).
- Monument au colonel Delpeux, La Piété filiale (1893), Angoulême.
- Mausolée de Mgr Sebaux (1895), cathédrale Saint-Pierre d'Angoulême.
- Vierge à l'Enfant (Mater Salvatoris), église Notre-Dame de Louviers.
- Monument à la mémoire des soldats de l'Indre morts pour la patrie en 1870-1871 (1897), Châteauroux, place Gambetta[4].
- Monument à Sadi Carnot (1897), Angoulême, rempart Desaix.
- Fontaine Amédée-Larrieu (1901), à Bordeaux, grand prix et médaille d'honneur à l'Exposition universelle de 1900[5].
- Sépulture de la famille Duteil, 1901, Graville.
- Monument aux morts de Neuilly-sur-Seine, 1905.
- Monument aux morts de Rouen, cimetière Saint-Sever, sur la commune du Petit-Quevilly.
- Monument aux morts de Louviers, 1907.
- Victor Cornil sur son piédestal avec bas-relief, 1909[6], à Cusset.
- Buste du président Raymond Poincarré, musée Barrois, Bar-le-Duc, vers 1914[7].
- Monument aux morts  de Saint-Pierre-du-Vauvray, 1922.
- Monument aux morts  de Cherves-Richemont, 1921.
- Sénateur E. Forichon, sénateur de l'Indre, premier président de la cour d'appel de Paris, bronze au musée d'Orsay[8].
- Monument à Gambetta, 1921, au Neubourg[9], fondu sous le régime de Vichy, dans le cadre de la mobilisation des métaux non ferreux[10].
- Monument à Ernest Thorel, 1908, Louviers, fondu sous le régime de Vichy, dans le cadre de la mobilisation des métaux non ferreux.
- Monument à Guy de Maupassant, 1895-1897, Paris, parc Monceau[11],[12].
- Monument à Guy de Maupassant, 1900, Rouen, square Verdrel, fondu sous le régime de Vichy, dans le cadre de la mobilisation des métaux non ferreux[13],[14].
- Monument au colonel de Villebois-Mareuil, 1902, Nantes, place de la Bourse[15].
- Monument au prince Henri d'Orléans, 1902, château de Chantilly[16],[17].
- Statuette de la duchesse de Marchena, 1904, musée d'Orsay[18].
- Monument à Jules Massenet, 1926, achevé par le sculpteur Paul Gasq (1860-1944),
- Sépulture de la famille Ducaruge, cimetière du Père-Lachaise, 19e division, Paris,
- Sépulture d'Henri Gervex, cimetière du Père-Lachaise, 55e division, Paris.
- Statue de Francisco de Paula Santander, Bucaramanga (Colombie)[19].

Œuvres de Raoul Verlet
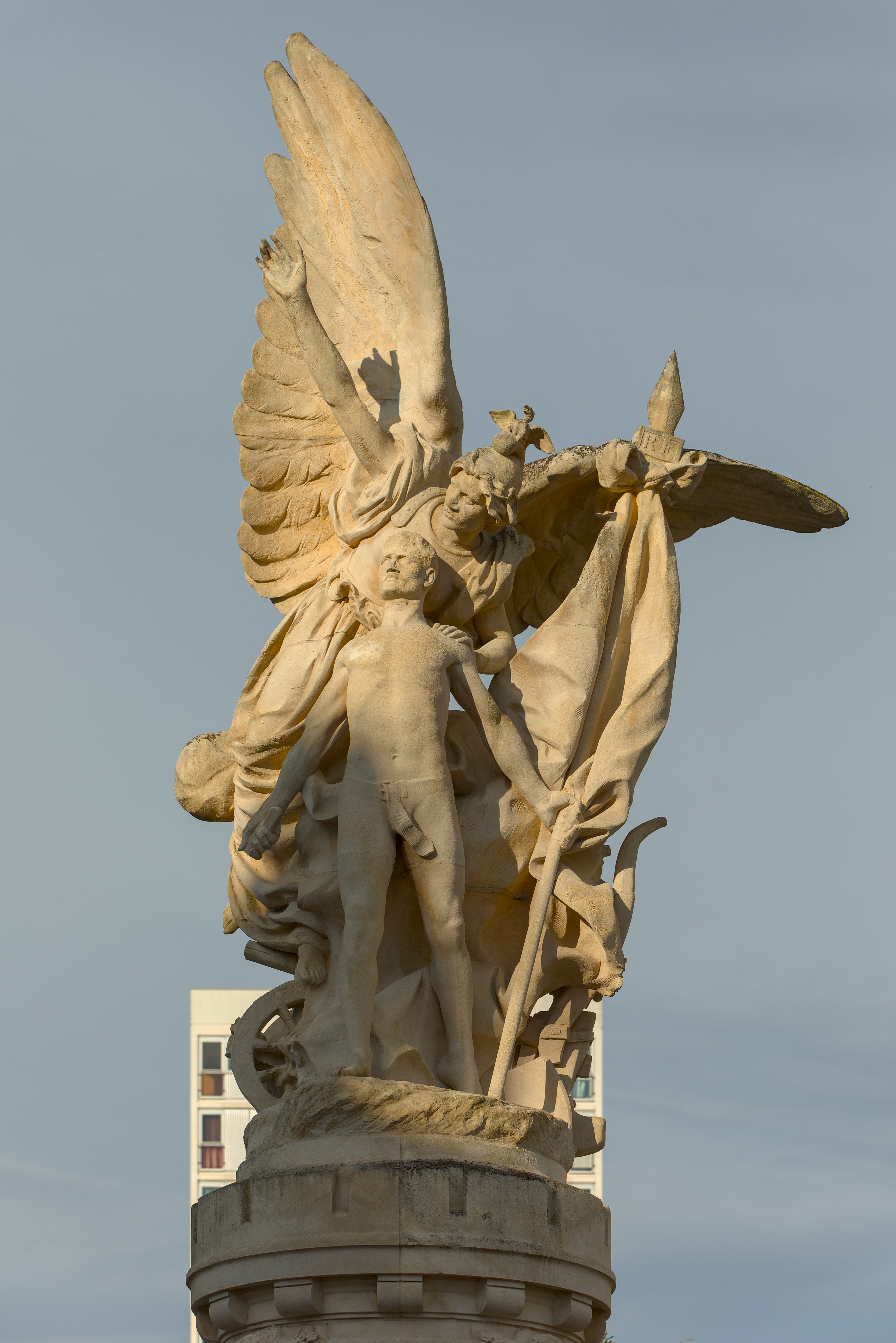
Monument aux morts de 1870, Châteauroux.
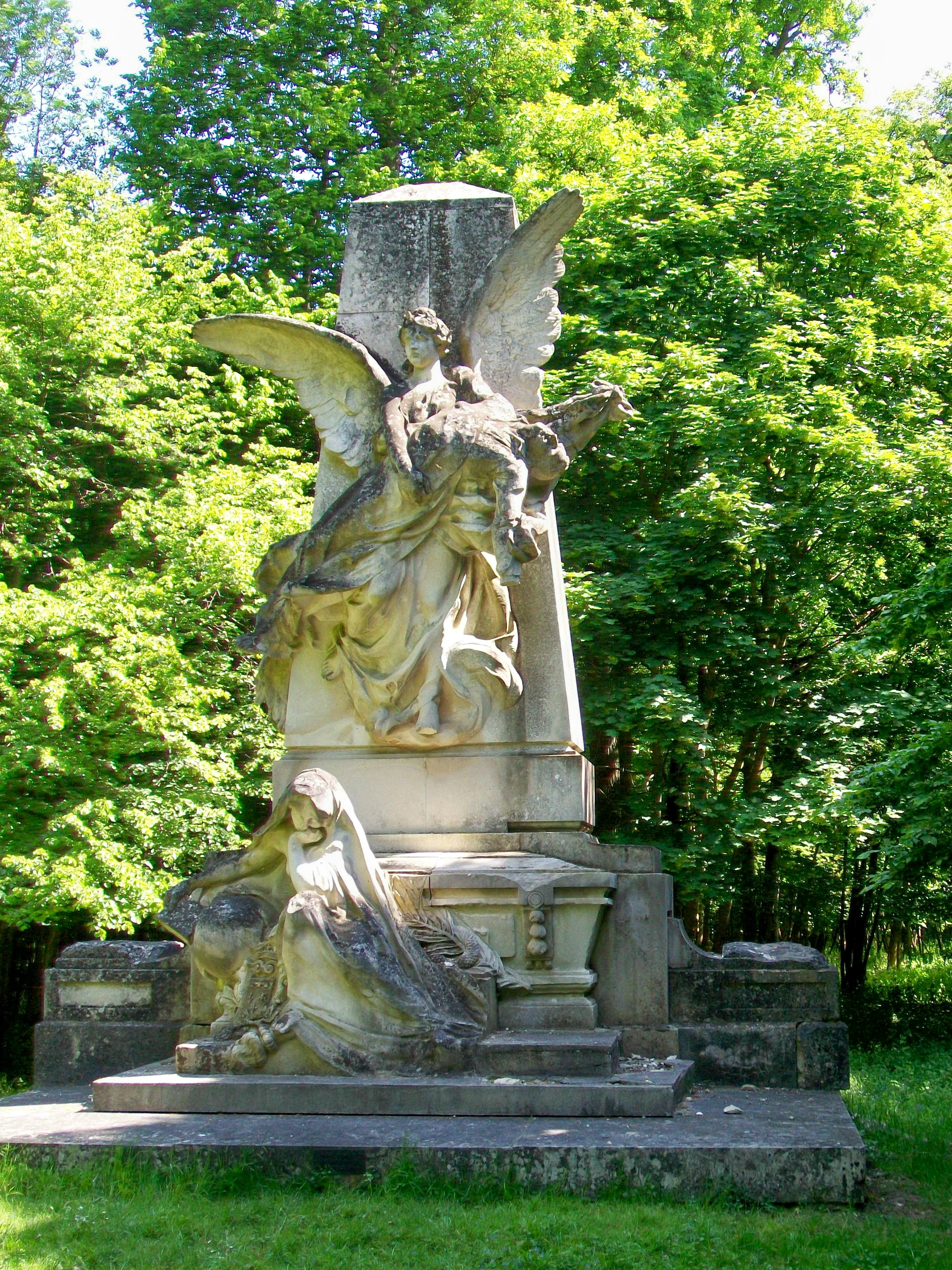
Monument au prince Henri d'Orléans, 1902, château de Chantilly.
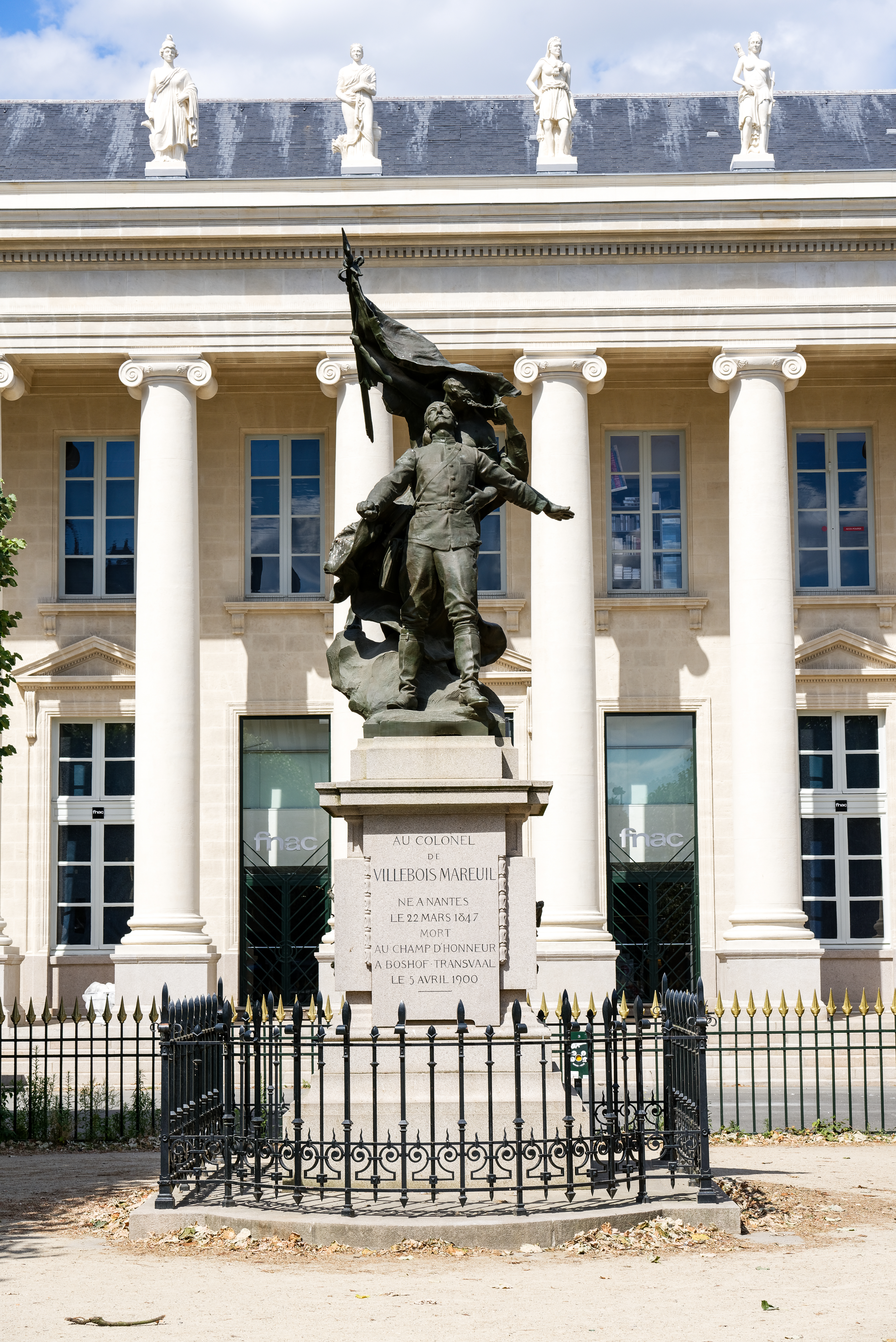
Monument au colonel de Villebois-Mareuil (1902), Nantes, place de la Bourse.
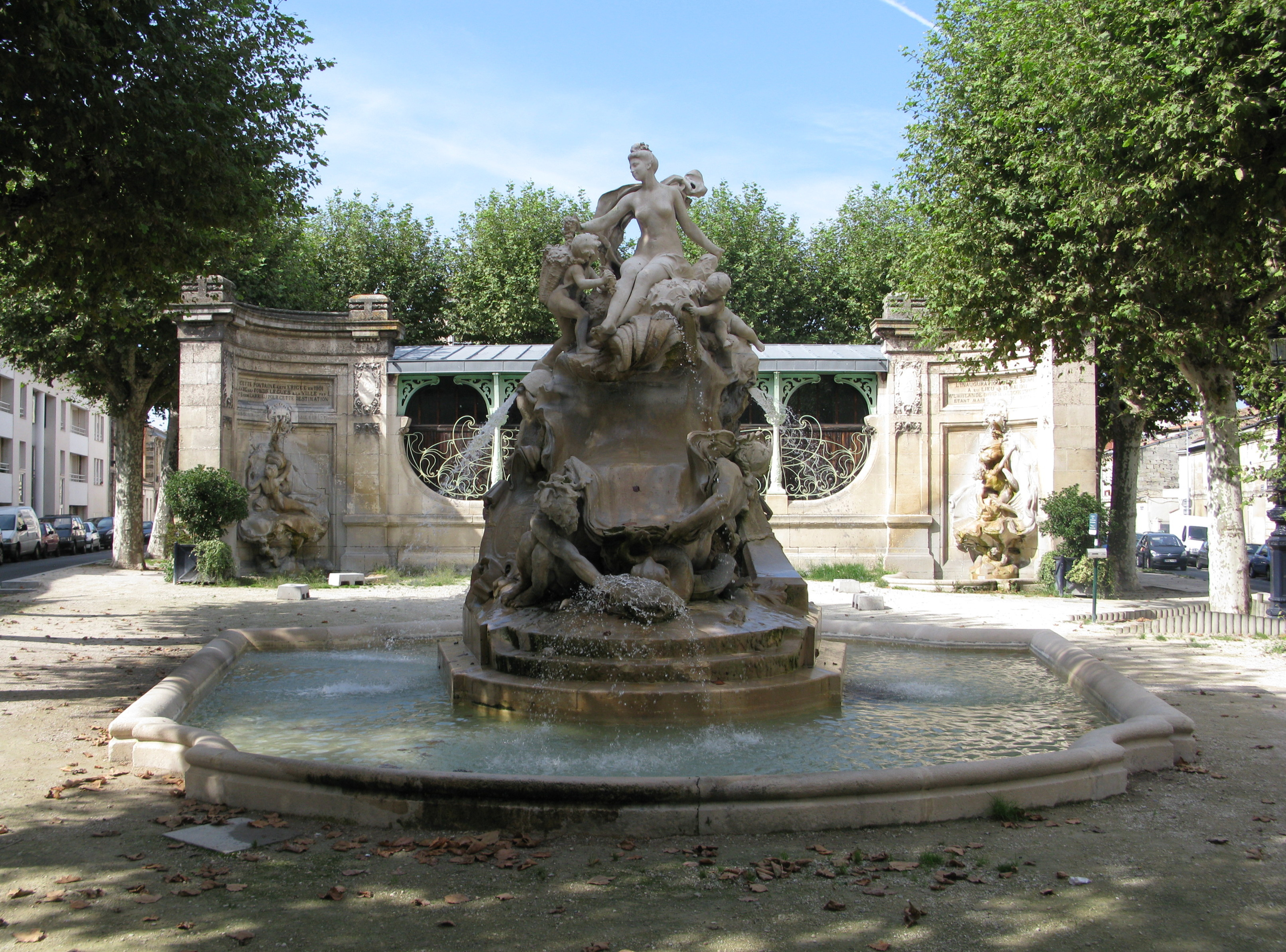
Fontaine (1901), Bordeaux, place Amédée-Larrieu.
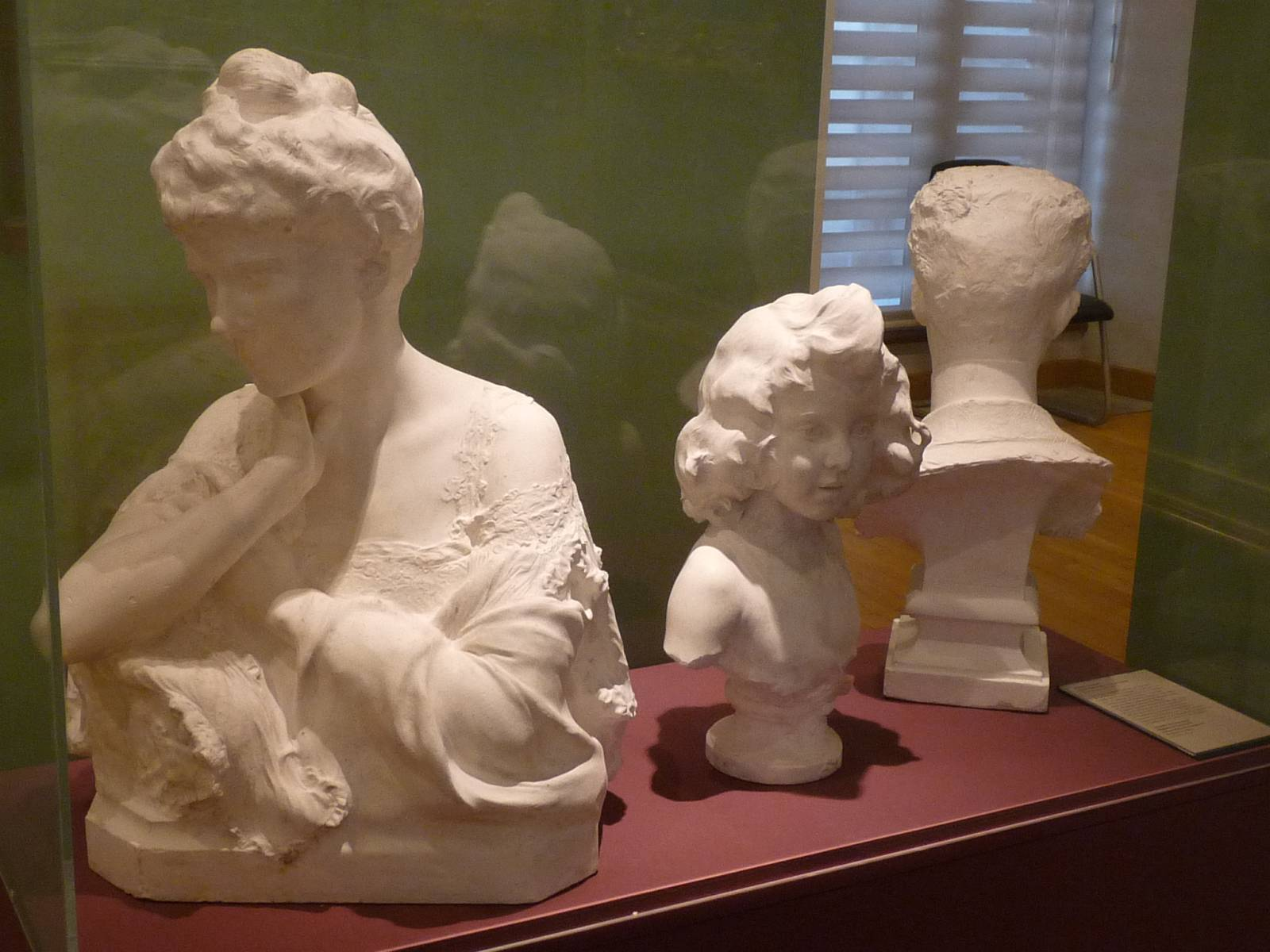
Bustes de Madame de Gramont, et d'Antoine-Pierre de Gramont, musée des beaux-arts d'Angoulême.
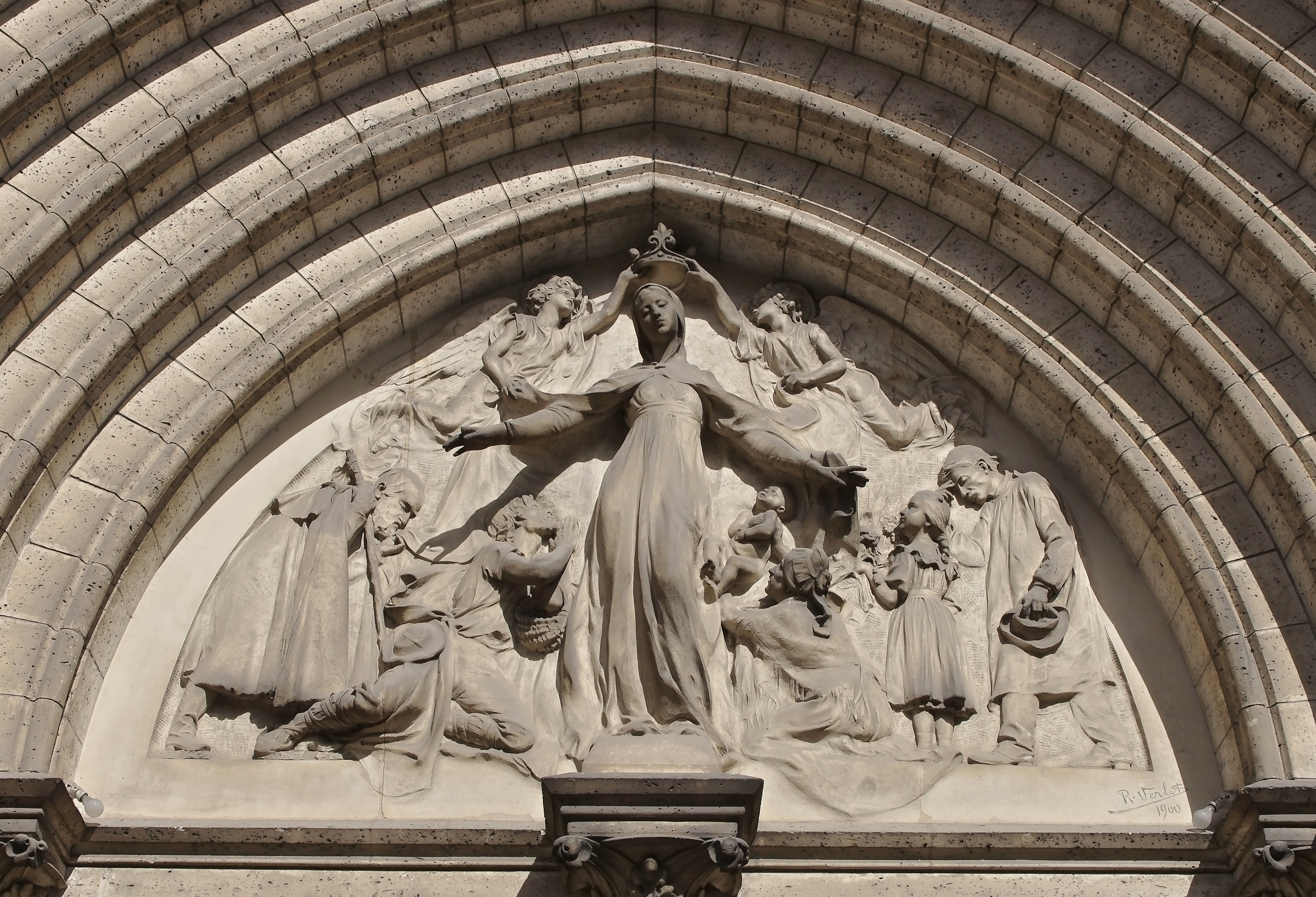
Tympan de l'église Notre-Dame d'Obézine (1907), Angoulême.
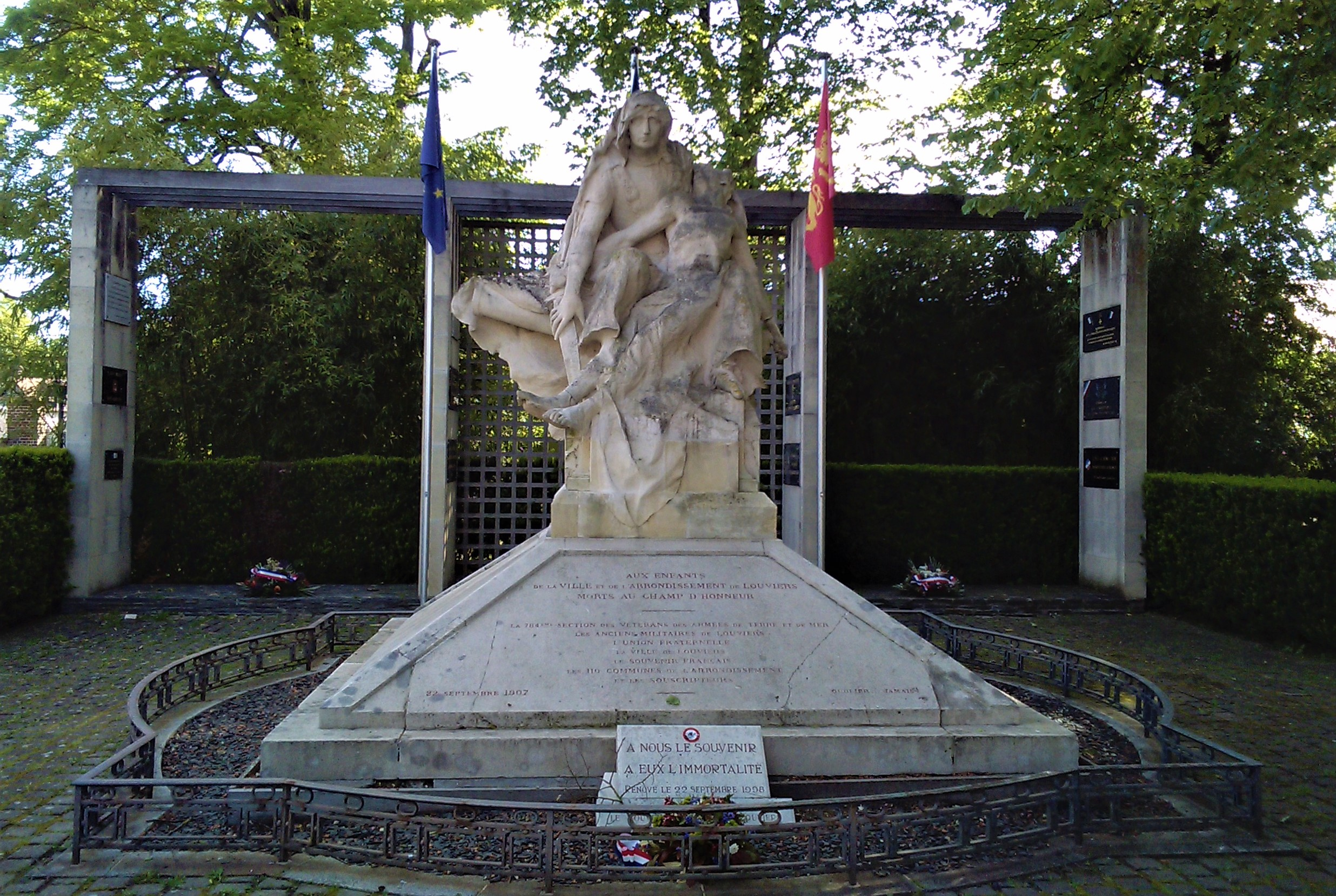
Monument aux morts de Louviers (1907).

## Récompenses
- Second grand prix de Rome en 1883 pour son bas-relief La Mort de Diagoras,
- Prix du Salon de 1887 pour la Douleur d'Orphée,
- Médaille d'or à l'Exposition universelle de 1889 et la médaille d'honneur au Salon de 1900.

## Distinctions
- Chevalier de la Légion d'honneur (1893)
- Officier de la Légion d'honneur (1901)[20]. Il est fait officier par Louis-Ernest Barrias le 14 décembre 1900.

## Élèves
- Louis Desvignes[21].
- Léonce Dumoulin